# كور (نحت)

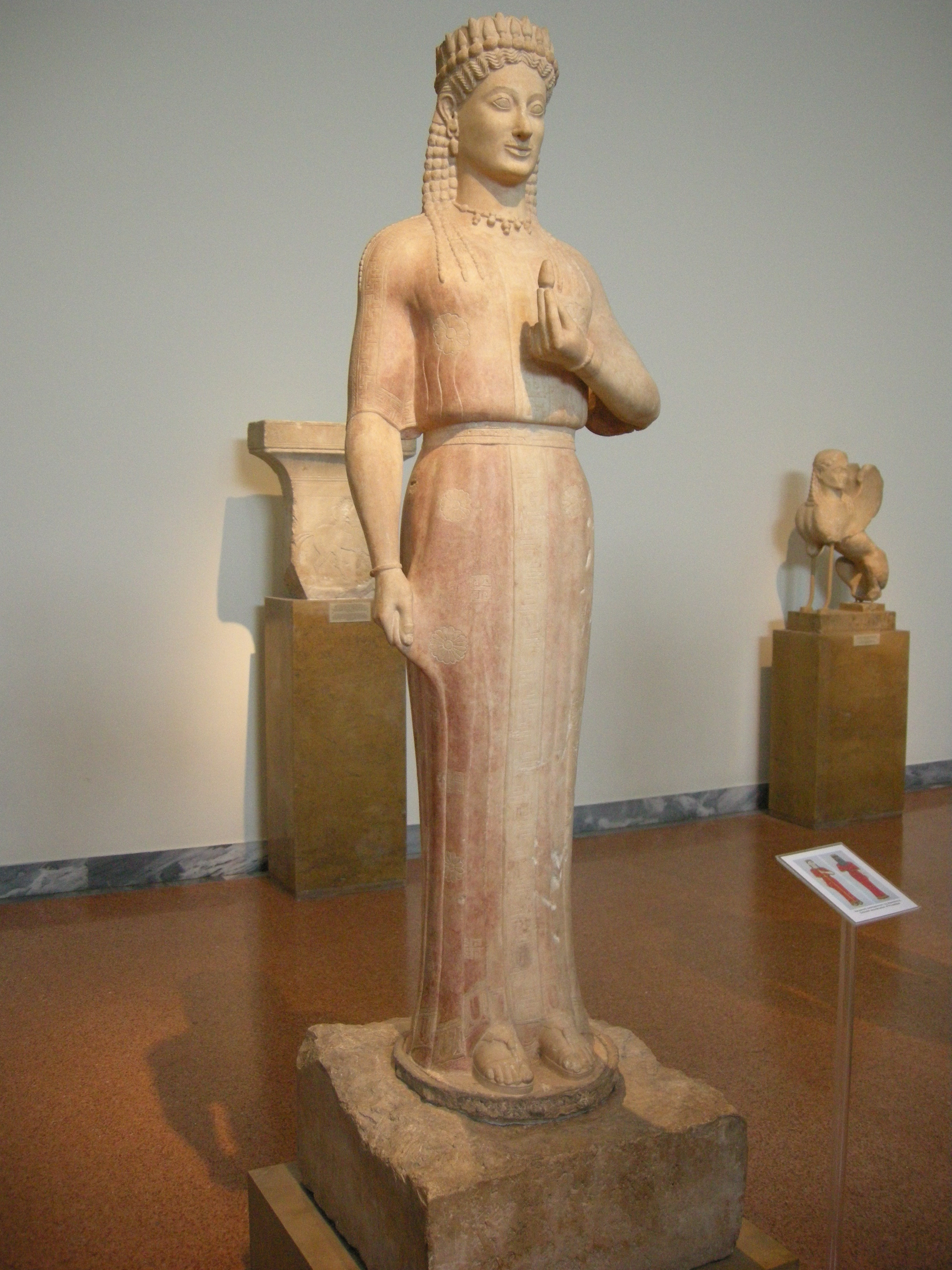
تمثال كور 550 قبل الميلاد

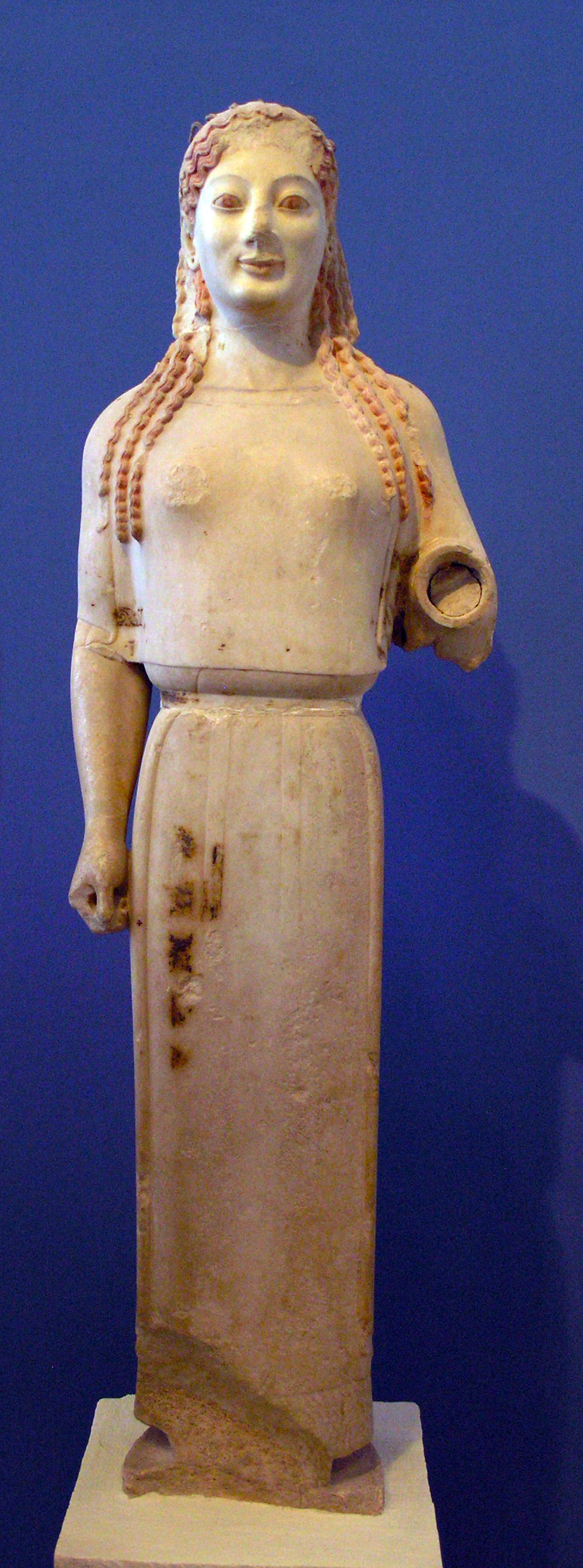
تمثال كور 530 قبل الميلاد

كور هو المصطلح الحديث الذي يطلق على نوع من المنحوتات اليونانية القديمة القائمة بذاتها في العصر القديم والتي تصور شخصيات نسائية، دائمًا في سن مبكرة. كوروس هي المعادلة الشبابية لتماثيل كور. إنها تدل على التأثير العميق للفن المصري القديم، على وجه التحديد على الوضعية وصلابة الوضعية والاصطناعية والألوان.
يُظهر كور «الابتسامة القديمة» المقيدة، والتي لم تظهر أي عاطفة. لقد كان رمزًا للمثل الأعلى متجاوزًا مصاعب العالم. على عكس كوروس العاري، تم تصوير كور في ستائر سميكة ومتقنة في بعض الأحيان. مع تغير الموضات، تغير نوع الملابس التي يرتدونها. بمرور الوقت، انتقل كورا من البيبلوس الثقيل إلى الملابس الخفيفة مثل الخيتون. يكون وضعهم صلبًا وشبيهًا بالعمود،ر في بعض الأحيان بذراع ممتدة. تم رسم بعض أنواع الكور بألوان زاهية لتعزيز التأثير البصري للملابس والأغراض السردية.
هناك العديد من النظريات حول ما إذا كان كور يمثل البشر أو الآلهة. كما عمل كوروس كقرابين للآلهة أو للأموات.

## التأثير المصري
دامت فترة كور القديمة ما بين القرن السابع إلى القرن الخامس قبل الميلاد تقريبًا. على غرار كوروس، يعتقد المؤرخون أن كور قد تأثر بالتقاليد المصرية. منذ أن كان قدماء الإغريق والمصريين علاقات مع بعضهم البعض، كان التأثير الفني ممكنًا. تم العثور على كور في جميع أنحاء اليونان، مثل أثينا، ويونيا، وسيكلادس، وكورنثوس. هذا يدل على أن كور لم تكن معزولة إقليميا. كانت أكبر عمليات التنقيب عن كور في الأكروبوليس بأثينا في ثمانينيات القرن التاسع عشر. لقد خدموا غرضهم كعروض نذرية للإلهة الراعية، أثينا، في الأكروبوليس طوال القرن السادس وأوائل القرن الخامس قبل الميلاد. ومع ذلك، في 480/479 قبل الميلاد، هاجم الفرس مدينة أثينا ودنسوها بما في ذلك الأكروبوليس والعديد من تماثيلها. بعد الهجوم قام الأثينيون بدفن كور، سواء تم كسرهم أم لا، في «مقابر» في الأكروبوليس. كان يعتقد أنهم فعلوا ذلك للتخلص من التذكير بفعل البربرية الذي قام به الفرس والسماح لأثينا بإعادة البناء.
عادة ما تكون شخصيات الأولاد أكبر من ذلك بكثير، وأحيانًا تقترب من الضخامة، بينما تكون الإناث، بالمقارنة، أصغر بكثير. كما هو الحال في النحت المصري القديم، فإن جلد الأولاد ملون أغمق من جلد الفتيات.